# USS MacKenzie (DD-175)
«Маккензі» (англ. USS MacKenzie (DD-175) — військовий корабель, ескадрений міноносець типу «Вікс» військово-морських сил США і Королівського флоту Канади за часи Другої світової війни.
«Маккензі» був закладений 4 липня 1918 року на верфі Union Iron Works у Сан-Франциско, де 29 вересня 1918 року корабель був спущений на воду. 25 липня 1919 року він увійшов до складу ВМС США.

## Історія служби
«Маккензі» вступив до складу Тихоокеанського флоту. 27 травня 1922 року знятий з експлуатації та переведений до резерву флоту. Есмінець залишався в резерві, доки 6 листопада 1939 року не був знову введений в експлуатацію в Сан-Дієго.
23 вересня 1940 року «Маккензі» повернули до строю та передали Канаді відповідно до угоди «есмінці в обмін на бази», він увійшов до складу сил Королівського флоту Канади як «Аннаполіс» (I04).
Корабель брав обмежену участь у бойових діях на морі в Другій світовій війні, супроводжував атлантичні конвої. В ході війни служив у ескортних групах супроводу транспортних конвоїв.
16 травня 1943 року «Маккензі» затопив німецький підводний човен U-182 з усім екіпажем та трьома військовополоненими на борту.